# Бјелтзоке (Долина Аосте)
Бјелтзоке је насеље у Италији у округу Долина Аосте, региону Долина Аосте.
Према процени из 2011. у насељу је живело 76 становника. Насеље се налази на надморској висини од 1380 м.